# Pogonophryne brevibarbata
Pogonophryne brevibarbata är en fiskart som beskrevs av Balushkin, Petrov och Prutko 2011. Pogonophryne brevibarbata ingår i släktet Pogonophryne och familjen Artedidraconidae. Inga underarter finns listade i Catalogue of Life.